# Mierle Laderman Ukeles
Mierle Laderman Ukeles, geb. Laderman (* 25. September 1939 in Denver, Colorado), ist eine in New York City lebende Konzeptkünstlerin, die für ihre feministischen und an Wartungsthemen orientierten Kunstwerke bekannt ist.

## Leben
Mierle Laderman wurde 1939 als Tochter eines Rabbis in Denver geboren. Von 1958 bis 1963 studierte sie an der University of Denver Kunst auf Lehramt. Zudem studierte sie Geschichte und internationale Studien am Barnard College, wo sie 1961 den Bachelor-Abschluss erlangte. 1962 begann sie ihre künstlerische Ausbildung (Malerei und Skulptur) am Pratt Institute in New York, die sie 1964 ebenfalls mit dem Bachelor abschloss. Zu ihren dortigen Lehrern gehörten George Joseph McNeil und Robert Richenburg. Später erlangte sie ein Kunstlehrerdiplom an der University of Denver (1966) und einen Masterabschluss an der New York University (1974), wo sie Intermediale Kunst bei Len Lye, Tony Martin und Morton Subotnick studierte.
1967 heiratete sie Jacob Ukeles, mit dem sie drei Kinder bekam. Ihre erste Tochter wurde 1968 geboren, wonach die an sie als Mutter gestellten Erwartungen und ihre Identität als freischaffende Künstlerin aufeinandertrafen. Im Jahr 1969 schrieb sie ein Manifest mit dem Titel Maintenance Art–Proposal for an Exhibition (in etwa Wartungskunst – Vorschlag für eine Ausstellung), gerichtet gegen die Rolle der Hausfrauen als Frau am Herd und erklärte sich selbst als eine „Wartungs-Künstlerin“. Wartung ist für Ukeles das Gebiet der menschlicher Aktivitäten, die Dinge in Gang zu halten, wie Kochen, Putzen und Kindererziehung.
Zu ihren Auftritten in den 1970er Jahren gehörte die Reinigung von Kunstgalerien. Ukeles ist seit 1977 Artist in Residence im New York City Department of Sanitation.  Von 1977 bis 1992 wurde sie mit einer Reihe von projektbezogenen Stipendien des National Endowment for the Arts und des New York State Council on the Arts gefördert. 1985 erhielt sie ein Guggenheim-Stipendium. Ihr wurde mehrfach die Ehrendoktorwürde verliehen, unter anderem von der School of the Art Institute of Chicago, Rhode Island School of Design und dem Maine College of Art in Portland.
Ukeles wirkt als Bildhauerin, Malerin, Konzept- und Performancekünstlerin, Autorin sowie Aktivistin. Sie gehört zu den Begründerinnen der feministischen Konzept- und Performancekunst und verbindet Kunst, Institutionskritik und Aktivismus miteinander. Heute lebt sie in Tel Aviv.

## Touch Sanitation
Eines ihrer bekanntesten Projekte war Touch Sanitation (1970–1984), darunter das Händeschütteln mit mehr als 8.500 Arbeitnehmern des New York City Department of Sanitation und der Danksagung: „Danke dafür, dass ihr New York City am Leben erhaltet.“ Während der Lockdowns 2020 griff sie die Performance wieder auf. Auf Bildschirmen in New York wurde die handgeschriebene Botschaft 
Dear Service Worker,
‘Thank you for keeping NYC alive!’

For → forever
angezeigt. Sophie Lewis deutet die Anführungszeichen als Symbol für das „leere Dankeschön“, das die Bewohner New Yorks aus ihren sicheren Wohnungen heraus aussprachen.